# Prinzregententorte

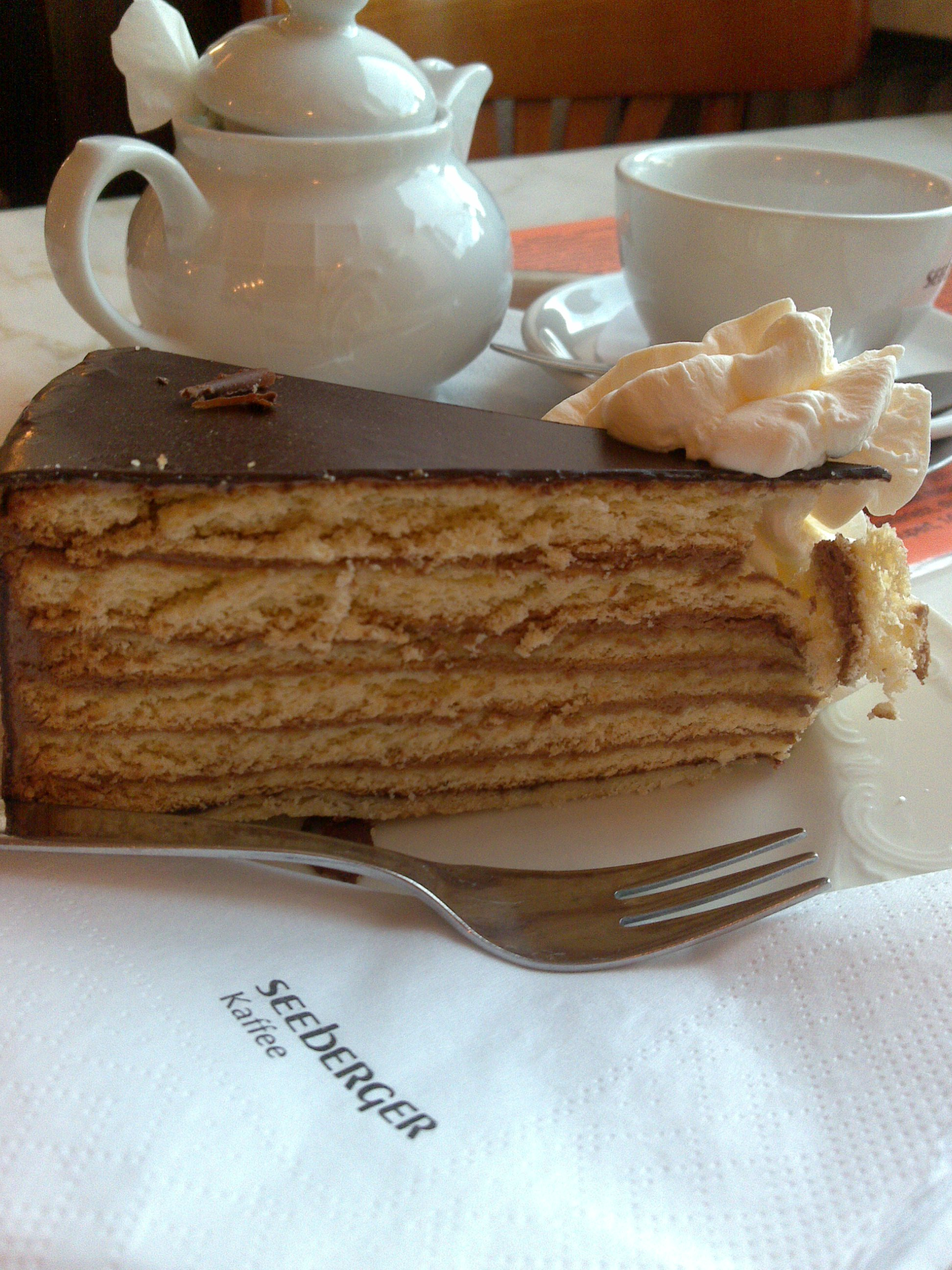
Part de Prinzregententorte.

La Prinzregententorte (en allemand : [ˈpʁɪnts.ʁeˌɡɛntənˌtɔʁtə]) est un gâteau au chocolat bavarois consistant en sept ou huit minces couches de génoise intercalées entre de la crème au beurre au chocolat, puis couvert de confiture à l'abricot. Un glaçage au chocolat noir est ensuite appliqué sur l'extérieur.
La Prinzregententorte est appréciée dans toute la Bavière, mais aussi dans tout l'espace germanophone. À Munich, elle est aussi populaire que la Sachertorte à Vienne.

## Origine
Ce gâteau doit son nom au prince-régent Léopold de Bavière (1821-1912), fort populaire dans le royaume de Bavière et régent de 1886 à sa mort. La paternité de la Prinzregententorte est sujette à controverse. Elle est due selon les uns au cuisinier de Léopold, Johann Rottenhoeffer (mais il meurt en 1872), ou pour d'autres à Anton Seidl (mais sa pâtisserie ne sera ouverte que plus tard), ou au pâtissier Heinrich Georg Erbshäuser, celui-ci l'ayant offerte au prince-régent pour son soixante-cinquième anniversaire en 1886.
À l'origine, la Prinzregententorte comportait huit couches de crème et de génoise pour symboliser les huit régions du royaume de Bavière. Mais comme l'une des régions, le Palatinat rhénan, quitte la Bavière après la Seconde Guerre mondiale pour former le nouvel État de Rhénanie-Palatinat, d'après la décision du gouvernement militaire américain, les couches sont donc désormais réduites à sept.

## Recette

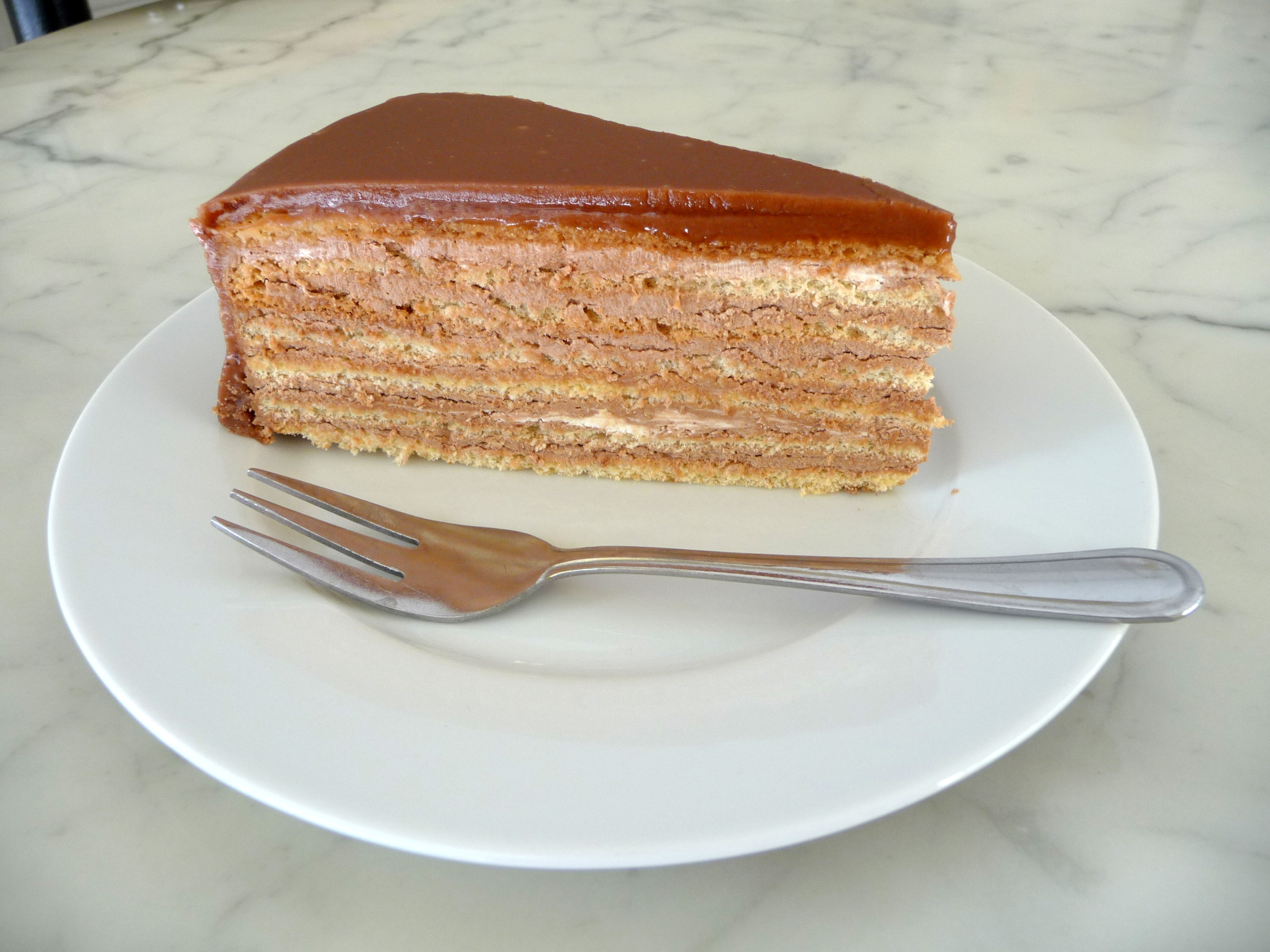
Part de Prinzregententorte.

Ce gâteau consiste en fines couches de génoise de 25 cm de diamètre, avec de la crème au beurre au chocolat de chaque côté. La confiture d'abricot est ajoutée au-dessus, et le tout est recouvert d'un glaçage de chocolat noir.